# Johann Jacob Eybelwieser

Johann Jacob Eybelwieser: Ausschnitt aus einer Darstellung der Zwölf Apostel in St. Jakob in Breslau (1726)

Johann Jacob Eybelwieser (* um 1667 in Wien oder Breslau; † 4. Januar 1744 in Breslau) war ein in Schlesien wirkender Barockmaler österreichischer Herkunft.

## Biographie
Eybelwieser war der Sohn des aus Wien stammenden Malers Hans (Johann) Jacob Eybelwieser, der am 16. Dezember 1679 in die Breslauer Malergilde aufgenommen und bald darauf Meister wurde.
Es ist nicht bekannt, ob Eybelwieser noch in Wien oder erst nach der Ankunft seines Vaters in Breslau dort geboren wurde. Er soll Schüler von Michael Willmann und Mitglied von dessen Werkstatt gewesen sein. Am 4. Februar 1698 heiratete er in Glatz Anna Elisabeth Lehmann, Witwe des Miniaturmalers Bernhard Josef Lehmann. Im selben Jahr erwarb er in Breslau das Meisterrecht.
Eybelwieser schuf zahlreiche Kirchengemälde, deren Kompositionen von einem starken künstlerischen Einfluss Willmanns zeugen. Er war ein angesehener Bildnismaler und unterhielt enge Verbindungen zum Orden der Barmherzigen Brüder. Viele seiner Zeichnungen und Entwürfe haben sich in Museen erhalten.
Sein Todestag ist nicht bekannt. Bestattet wurde er am 4. Januar 1744 in Breslau.

## Werke für Kirchen (Auswahl)
- Kloster Kamenz: Zyklus zum Leben des hl. Norbert (1711)
- Breslau, Kloster und Hospital der Kreuzherren mit dem roten Stern: Fresken Apotheose des Hl. Kreuzes (um 1715)
- Bad Landeck, Georgskapelle: Kuppelfresko mit Szenen aus dem Leben des hl. Georg (zugeschrieben anhand der im Berliner Kupferstichkabinett erhaltenen Zeichnungen)
- Münsterberg, Pfarrkirche St. Georg: Altargemälde Kreuzauffindung
- Breslau, Adalbertkirche: Deckenfresko der Kapelle des hl. Ceslaus von Breslau (1725)
- Jauernig, Friedhofskirche Hl. Kreuz: Kreuzweggemälde (1730)
- Breslau, Kloster der Barmherzigen Brüder: Hll. Wenzel, Johannes von Gott und Abendmahl (1732)
- Teschen: Hl. Josef (1737; für die Barmherzigen Brüder)
- Schweidnitz, Kathedrale St. Stanislaus und Wenzel: Heilige des Jesuitenordens; Christus und Muttergottes

## Werke in Museen (Auswahl)
- Kupferstichkabinett Berlin: Sammlung von Zeichnungen
- Muzeum Narodowe Warschau: Musterzeichnungen mit 22 Männerköpfen; Susanna und die beiden Alten (bis 1946 im Schlesischen Museum der Bildenden Künste in Breslau)
- Herzog Anton Ulrich-Museum Braunschweig: Musterzeichnungen mit acht Männerköpfen
- Graphische Sammlung der Albertina Wien: Der Stammbaum Christi (1714)
- Nationalgalerie Oslo: Zeichnungen